# Comuna de Biała Podlaska
Biała Podlaska (polaco: Gmina Biała Podlaska) é uma gminy (comuna) na Polónia, na voivodia de Lublin e no condado de Bialski. A sede do condado é a cidade de Biała Podlaska.
De acordo com os censos de 2004, a comuna tem 12 049 habitantes, com uma densidade 37,1 hab/km².

## Área
Estende-se por uma área de 324,76 km², incluindo:
- área agricola: 66%
- área florestal: 27%

## Demografia
Dados de 30 de Junho 2004:
|                      | Total   | Total | Mulheres | Mulheres | Homens  | Homens |
| -------------------- | ------- | ----- | -------- | -------- | ------- | ------ |
|                      | pessoas | %     | pessoas  | %        | pessoas | %      |
| População            | 12 049  | 100   | 6003     | 49,8     | 6046    | 50,2   |
| Densidade (pop./km²) | 37,1    | 100   | 18,5     | 18,5     | 18,6    | 18,6   |

De acordo com dados de 2002, o rendimento médio per capita ascendia a 1272,02 zł.

## Subdivisões
- Cełujki, Cicibór Duży, Cicibór Mały, Czosnówka, Dokudów Drugi, Dokudów Pierwszy, Grabanów, Grabanów-Kolonia, Hola, Hrud, Husinka, Janówka, Jaźwiny, Julków-Zacisze, Kaliłów, Krzymowskie, Lisy, Łukowce, Michałówka, Młyniec, Nowy Sławacinek, Ortel Książęcy Drugi-Ogrodniki, Ortel Książęcy Pierwszy, Perkowice, Pojelce, Porosiuki, Pólko, Rakowiska, Roskosz, Sitnik, Stary Sławacinek, Styrzyniec, Surmacze, Swory, Sycyna, Terebela, Wilczyn-Kamieniczne, Woroniec, Woskrzenice Duże, Woskrzenice Małe, Wólka Plebańska, Zabłocie.

## Comunas vizinhas
- m. Biała Podlaska, Drelów, Huszlew, Janów Podlaski, Leśna Podlaska, Łomazy, Międzyrzec Podlaski, Piszczac, Rokitno, Zalesie,